# Daisy de Peinder
Daisy de Peinder (Breda, 26 december 1976) is een Nederlands softballer.
De Peinder kwam zo goed als haar gehele carrière (als speelster tot 2010) uit voor de vereniging Twins Sporting Club uit Oosterhout en speelde tevens in Amerika bij Tallahassee CC in Florida, St Louis CC in Missouri en bij de Columbia State University. In 2007 kwam ze uit voor de vereniging Macerata uit Macerata in Italië. Ze is korte stop en derde honkvrouw en slaat en gooit rechtshandig. De Peinder was lid van het Olympische team dat deelnam aan de zomerspelen van 2008 te Peking. Ze was lid van het Nederlands damessoftbalteam van 1997 tot 2008 en heeft 146 interlands op
haar naam staan. 
In 2001 werd ze verkozen tot beste slagvrouw in de Nederlandse competitie. Van 2011- 2015 was ze coach van Twins Dames 1. De Peinder is werkzaam als trajectbegeleider in de Hulpverlening.
Noémi Boekel · 
Marloes Fellinger · 
Sandra Gouverneur · 
Petra van Heijst · 
Judith van Kampen · 
Kim Kluijskens · 
Saskia Kosterink · 
Jolanda Kroesen · 
Daisy de Peinder · 
Marjan Smit · 
Rebecca Soumeru · 
Nathalie Timmermans · 
Ellen Venker · 
Britt Vonk · 
Kristi de Vries